# 火燒倫敦城
《英伦战火》（英語：Fire Over England）是一部1937年由伦敦电影公司出品的电影，由威廉·K·霍华德执导，克莱芒斯·达内编剧，改编自阿佛列·愛德華·伍德利·麥森的小说《英伦战火》。主演是劳伦斯·奥利维尔和费雯·丽，这是这对著名情侣首次合作的电影。费雯·丽在电影中的表现有助于使大卫·O·塞尔兹尼克确信她能够在《乱世佳人》中扮演郝思嘉。这部电影是伊丽莎白一世统治时期的一部历史剧，聚焦于英格兰对西班牙无敌舰队的胜利。

## 情节
在英国女王伊丽莎白一世统治时期，英格兰对西班牙无敌舰队感到十分担忧。1588年，西班牙与英格兰的关系达到最低限度。在女王伊丽莎白一世（弗洛拉·罗布森饰）的支持下，法蘭西斯·德瑞克等英国人的私掠船经常逮捕从新世界带来黄金的西班牙商人。
伊丽莎白的首席顾问是财政部专员、威廉·塞西尔，布鲁斯·伯利（莫顿·塞尔滕饰），以及她的长期仰慕者，第一代萊斯特伯爵，羅伯特·達德利（莱斯利·班克斯饰）。伯利的18岁孙女辛西娅（费雯·丽饰）是伊丽莎白的侍女之一，这位年迈的女王由于嫉妒她的美丽和活泼而困扰。
在由唐·米格尔（罗伯特·伦德尔饰）领导的西班牙海军与由他的老朋友理查德·英格尔比爵士（林·哈丁饰）领导的英格兰海军之间发生的一场海战中，英军被俘。米格尔允许了理查德的儿子迈克尔（劳伦斯·奥利维尔饰）逃脱。迈克尔最后被海水冲上岸，到了米格尔的庄园。受伤期间他是由米格尔的女儿埃琳娜（塔玛拉·德斯尼饰）照料的，她很快就迷恋上了这位英俊的英国人。几个月过去了，迈克尔恢复健康，哀叹着与辛西娅的分离，但仍然对埃琳娜的魅力印象深刻。
米格尔给迈克尔带来了一个令人遗憾的消息，即他的父亲理查德爵士被当作异端分子处决。悲伤的迈克尔指责那些救他的人，然后乘小渔船逃往英格兰。当他被女王接见时，他敦促她以任何必要的方式对抗西班牙，并发誓永远忠于她。伊丽莎白对这位年轻人的狂热奉献感到受宠若惊。后来他终于有机会表忠，希拉里·凡恩（詹姆士·梅遜饰），一名为西班牙进行间谍活动的英国人，在他的英国同谋的名字被揭露之前被杀害。
迈克尔假扮成凡恩，前往西班牙国王菲利普二世（雷蒙德·梅西饰）的宫廷，以获得他们刺杀伊丽莎白女王的计划。在宫殿迈克尔遇见了艾琳娜。她的父亲被英国人杀害，现在她已与宫廷总督唐·佩德罗（罗伯特·牛顿饰）结婚。艾琳娜尽可能地不透露迈克尔的身份，但最终仍因对丈夫的忠诚而不得不告诉了她的丈夫。
菲利普看穿了迈克尔的伪装，并宣布他被捕。佩德罗帮助他逃脱，以便不让人发现他的妻子帮助了异端分子。当迈克尔回国时，西班牙无敌舰队正欲攻打英格兰。伊丽莎白女王在蒂尔伯里向她的军队发表了讲话。迈克尔在那里遇见了她，并告知了叛徒的名字。在召见六个叛徒之前，伊丽莎白册封迈克尔为骑士，随后让他们实现他们的阴谋并杀死她。出于羞愧，他们同意与迈克尔一同执行任务，在夜间攻击时部署火船，以抗击无敌舰队。
这一战术大获全胜，伊丽莎白女王遂允许迈克尔和辛西娅结婚。

## 演員
- 弗洛拉·羅布森（英语：Flora Robson） 飾 伊利沙伯一世皇后
- 雷蒙·馬塞（英语：Raymond Massey） 飾 腓力二世皇帝
- 萊斯里·班克斯（英语：Leslie Banks） 飾 罗宾，第一代萊斯特伯爵，羅伯特·達德利（英语：Robert Dudley, 1st Earl of Leicester）
- 羅蘭士·奧利花 飾 迈克尔·英格尔比
- 慧雲·李 飾 辛西娅
- 莫頓·薩爾頓（英语：Morton Selten） 飾 伯利公爵（英语：William Cecil, 1st Baron Burghley）
- Tamara Desni（英语：Tamara Desni） 飾 埃琳娜
- 林·哈定（英语：Lyn Harding） 飾 理查德·英格尔比爵士
- 乔治·瑟尔韦尔 飾 劳伦斯·格雷戈里先生
- 亨利·奧斯卡（英语：Henry Oscar） 飾 西班牙大使
- 羅伯特·倫德爾（英语：Robert Rendel） 飾 唐·米格尔
- 羅伯特·牛頓（英语：Robert Newton） 飾 唐·佩德罗
- 唐納德·卡爾斯羅普（英语：Donald Calthrop） 飾 唐·埃斯科瓦尔
- 查爾斯·卡森（英语：Charles Carson (actor)） 飾 海军上将瓦尔迪兹
- 占士·美臣 飾 希拉里·范恩

## 制作
拍摄时影片暂定名《荣光女王》，主要摄影工作在德纳姆工作室进行，在那里使用大型水箱来驱动代表英西双方舰队的模型船。原本将主演定为康拉德·维德，但是亚历山大·科达将这部作品视为费雯·丽的明星工具，她与科达签订了合同。除了展现出的历史剧，《英伦战火》也是一场通俗罗曼司，展现了丽和奥利维尔，一对现实生活中的浪漫情侣。

## 《有翼的狮子》
1939年第二次世界大战政治宣传纪录片《有翼的狮子》中使用了本片的一部分，包括在英国海岸燃起烽火，以及身挂盔甲的伊丽莎白女王在格瑞福兰海战开始时向士兵发表讲话的片段。它用西班牙的入侵与纳粹的入侵做比较，展示了英国过去如何在很大的困难中幸存下来，并将再次幸存。
电影的中心主题暗示了纳粹的入侵，尽管在电影发行时，假戰刚刚开始，不列顛戰役还有几个月的时间。

## 反响
《英伦战火》是第一部在洛杉矶首映的英国电影。总的来说，这部影片获得了正面的评价。 在《综艺》杂志的评论中，称“这是对伊丽莎白女王的一个非常强而有力的戏剧赞美。它拥有一连串出色的表演场景、丰富的精准用词、精选的英国历史和一系列令人印象深刻的镜头。”国际联盟电影委员会将1937年电影荣誉勋章颁给《英伦战火》。